# Viktor Falkenhahn
Viktor Falkenhahn (* 11. Februar 1903 in Kattenhof, Pommern; † 16. April 1987 in Berlin) war ein deutscher Literatur- und Sprachwissenschaftler – Polonist, Baltist, Interlinguist und Hochschullehrer. Er lehrte an der Humboldt-Universität zu Berlin und war ab 1964 Mitherausgeber der Zeitschrift für Slawistik.

## Folgenreiche Freundschaft mit Wilhelm Storost-Vydūnas (1868–1953)
Schon als Jugendlicher erlernte Viktor Falkenhahn, der Sohn des Lehrers Paul Falkenhahn, 1919 in Tilsit (seit 1946 Sowetsk, Kaliningrad), wo die Falkenhahns seit 1917 lebten, das Litauische. Der Vater hatte sich von dem befreundeten und später sehr bekannten litauischen Dichter, Denker, Philosoph und Kulturschaffenden Wilhelm Storost-Vydūnas (1868–1953) dessen Lehrbuch Litauischer Führer zur Erlernung der Anfangsgründe der litauischen Sprache ausgeliehen. Bei der Rückgabe des Buches lernte Viktor Falkenhahn den Autor kennen. Falkenhahn wurde Freund, Schüler und Mitarbeiter von Vydūnas.
Der Philosoph und Literaturwissenschaftler Vacys Bagdonavičius (* 1941) charakterisiert die Wirkung dieser Beziehung in seinem Beitrag Vydūnas und sein Wirken im Zusammenhang deutsch-litauischer Beziehungen so:
„Von Vydunas übernahm Viktor Falkenhahn dessen humanistische Weltanschauung, die Sicht auf die Menschen und die Beziehungen zwischen verschiedenen Kulturen, darunter auch auf die deutsch-litauischen. Die Bekanntschaft mit Vydūnas war wohl entscheidend dafür, dass Falkenhahn den Weg eines Baltisten und Slawisten einschlug, dass er sich auf diesem Wege bedeutende Verdienste um die polnische und litauische Sprachwissenschaft und überhaupt um ihre Kulturen erworben hat.“
Falkenhahn unterstützte Vydūnas, indem er dessen Werke Korrektur las und als die Bibliotheken und Archive dem Litauer Vydūnas die Benutzung ihrer Bestände verweigerten, machte Falkenhahn für ihn Exzerpte, so dass dessen Buch Sieben Hundert Jahre deutsch-litauischer Beziehungen 1932 in Tilsit erscheinen konnte.
Die Freundschaft hielt bis zum Tod von Vydūnas. Aus Detmold, wo Vydūnas nach dem Zweiten Weltkrieg lebte, sandte er seine neuen philosophischen Aufsätze an Falkenhahn nach Hamburg und Berlin, und in seinem Testament vermachte er Viktor Falkenhahn die letzten Exemplare seiner in den Kriegswirren geretteten Bücher.
Der Radio-Journalist und Publizist Leonas Stepanauskas (* 1925) berichtet in seinem Essay  Wilhelm Storost-Vydūnas in seinen letzten Lebensjahren  von einem Besuch bei Viktor Falkenhahn in dessen Treptower Wohnung im Jahr 1963. Falkenhahn war zu diesem Zeitpunkt schon der „Nestor der Baltistik in der DDR“ und Stepanauskas hörte nun von dem Briefwechsel Falkenhahns mit Vydūnas. Die dritte Frau Falkenhahns, Eva-Marie, übergab ihm den Briefwechsel (1946–1953) zur Weiterleitung an das Litauische Literatur-Archiv. Stepanauskas fügt hinzu: „Später erlebte ich, wie Viktor Falkenhahn mutig für Vydūnas eintrat, sowohl im Berliner Kreis der Baltisten als auch in Litauen, als Gast, als wissenschaftliche Kapazität aus der DDR …“
Für das Buch Vydunas und Deutsche Kultur. Neue Perspektiven zum 150. Geburtstag des preußisch-litauischen Brückenbauers und 100. Jahrestag der Unabhängigkeitserklärung Litauens schrieb Falkenhahn in seinem Einleitungswort einige Erinnerungen an Vydunas auf.

## Studium, Habilitation, wissenschaftliche Arbeit in Königsberg (heute Kaliningrad)
Viktor Falkenhahn studierte ab 1931 an der Albertus-Universität zu Königsberg (Albertina) Theologie, Slawistik, Baltistik, Orientalistik, Hebraistik, Indologie und Ägyptologie. 1935 erhielt er ein Lektorat für Litauisch an dieser Universität. Er promovierte 1939 zu dem Thema: „Der Übersetzer der litauischen Bibel Johannes Bretke und seine Helfer“. Das Werk erschien 1941 in Buchform und gilt bis heute als grundlegend.
Falkenhahn hielt auch Lehrveranstaltungen zu sprach- und literaturwissenschaftlichen baltistischen Themen ab.
1938 gehörte Falkenhahn zur Expertenkommission für die Umbenennung von Orten in Ostpreußen.
Bei Ausbruch des Zweiten Weltkrieges befand er sich in Estland, wo er Dialektstudien betrieb und sprachliche Beziehungen zwischen Finnougriern, Balten und Slawen zu erforschen suchte.
1942 wurde er zum Kriegsdienst einberufen und konnte seine wissenschaftlichen Arbeiten erst nach 1945 fortsetzen.

## Wissenschaftliche Karriere nach 1945
1946 wurde Falkenhahn Assistent am Institut für Vergleichende Sprachwissenschaft der Universität Hamburg, das von dem Baltisten E. Fraenkel geleitet wurde. 1947 nahm er seine Tätigkeit am Slavischen Institut der Humboldt-Universität (Leiter: Max Vasmer) in Berlin auf. Es wurde ihm das Lektorat für Polnisch übertragen, ab 1948 für Polnisch und Litauisch.
„Der Neubeginn der Polonistik ist nicht nur in Berlin mit dem Wirken Viktor Falkenhahns untrennbar verbunden.“ betonen Krawielicki und Lehmann im Nekrolog 1988.
1951 wurde an der Humboldt-Universität Berlin der Lehrstuhl für Polonistik gegründet und Falkenhahn erhielt die Professur mit Lehrauftrag für Polnische Sprache und Literatur, 1953 wurde ihm die Professur mit vollem Lehrauftrag für polnische Sprache und Literatur übertragen und 1959 die Professur mit vollem Lehrauftrag für polnische Sprache und Literatur sowie Baltistik, womit dieses Wissenschaftsgebiet aufgewertet wurde.
Diesen Lehrauftrag nahm er bis zu seiner Emeritierung 1968 wahr.
1957 hatte er sich mit einer Arbeit über „Die polnische Verbalrektion und ihre Geschichte“ habilitiert.
„Als Hochschullehrer hatte Viktor Falkenhahn entscheidenden Anteil an der Ausbildung einer neuen Generation von Polonisten und Baltisten,…“ vermerken Krawielicki und Lehmann im Nekrolog.
Er war Mitverfasser eines Lehrbuches der Polnischen Sprache in 2 Teilen. und einer Grammatik der Polnischen Sprache.  Die bibliografische Datenbank World Cat verzeichnet 27 Auflagen der Grammatik der polnischen Sprache zwischen 1957 und 1964 und noch mehr Auflagen seiner Lehrbücher der polnischen Sprache in 2 Teilen zwischen 1951 und 1969.
Falkenhahn wurde auch Mitglied des Wissenschaftlichen Beirates für Slawistik beim Staatssekretariat für Hochschulwesen und gehörte dem Nationalkomitee der Slawisten der DDR an. Er war Vorsitzender der Kommission für balto-slawische Beziehungen. Jahrzehntelang wirkte er mit in der Internationalen Kommission für die Erforschung der balto-slawischen Beziehungen beim Internationalen Slawistenkomitee.
Als Vorsitzender der Baltischen Gesellschaft der DDR wirkte er für die Verbreitung von Kenntnissen über die Kultur der baltischen Völker.
Erste kleinere wissenschaftliche Beiträge veröffentlichte Falkenhahn bereits ab 1934 in litauischen Zeitschriften. Viele Aufsätze erschienen in Fachzeitschriften der DDR, Polens, Litauens und anderswo. Auch seine Gutachten waren gefragt.
„Als Sprachwissenschaftler hat er vor allem sprachgeschichtliche Probleme erörtert, sich mit der urslawischen Sprachgemeinschaft beschäftigt und wiederholt die Verbalrektion im Polnischen untersucht.“ Aber auch „Reliktwörter des Slawischen auf dem Boden der DDR, die polnisch-litauischen Beziehungen, Fragen der Wirtschaftsgeschichte der Polonistik und der Sprachwissenschaften im allgemeinen“ interessierten ihn. Als „Literaturwissenschaftler beschäftigte sich Falkenhahn intensiv mit Mickiewicz sowie mit literarisch-linguistischen Problemen.“

## Malerei und Literatur
Im Maironis-Museum (litauisch Maironio lietuvių literatūros muziejus) in Kaunas, dem zentralen Literaturmuseum Litauens befindet sich nicht nur der Briefwechsel von Viktor Falkenhahn mit Wilhelm Storost-Vydūnas. In Kaunas sind auch Bilder, die Falkenhahn gemalt und dem Museum geschenkt hat. Der Blog Prof. Dr. V. Falkenhahn präsentiert einige davon, ebenso wie Leseproben aus einer Novelle, die er verfasst hat.
Ein Band mit 142 litauischen Märchen aus allen ethnografischen Regionen Litauens in der Übersetzung von Viktor Falkenhahn erschien 1978 im Akademie-Verlag. Eine 2. Auflage gab es 1982 und eine dritte 1987 (Siehe: Publikationen).

## Interlinguistik/Esperantologie
In den letzten beiden Lebensjahrzehnten engagierte sich Viktor Falkenhahn in besonderem Maße für die wissenschaftliche Forschung zur internationalen Sprache Esperanto, ihre Respektierung in Wissenschaftskreisen und die Akzeptanz der Disziplinen Interlinguistik und Esperantologie unter Sprachwissenschaftlern.
Falkenhahn war von 1968 bis 1981 Mitglied des Zentralen Arbeitskreises Esperanto im Deutschen Kulturbund (ab 1974 Kulturbund der DDR). Nach Gründung des Esperanto-Verbandes im Kulturbund (GDREA) 1981 gehörte er bis 1987 zum Zentralvorstand. Durch Beiträge in der Zeitschrift der esperantist und Vorträge bei Tagungen, Zirkelleiterseminaren und Esperanto-Bezirkstreffen trug er zur Erhöhung des fachlichen Niveaus bei. Auch Tonbänder mit seinen Vorträgen kursierten. Er stellte eine Methode des Vergleichs der Lerneinheiten beim Erlernen des Esperanto und dem Erlernen des Deutschen vor, mit der er einen wesentlich geringeren Aufwand beim Erlernen des Esperanto nachwies.
Viktor Falkenhahn war 1970 Mitgründer und 1970 bis 1981 Vorsitzender der Fachgruppe Interlinguistik/Esperantologie im Kulturbund. Nach ihm leiteten der Sprachwissenschaftler Georg Friedrich  Meier (1919–1992) von 1981 bis 1986 und der Slawist und Lexikograph am Zentralinstitut für Sprachwissenschaft der Akademie der Wissenschaften Ronald Lötzsch (1931–2018) von 1987 bis 1990 die Fachgruppe.
Die Fachgruppe regte wissenschaftliche Studien, grundlegende Veröffentlichungen, fachwissenschaftliche Beiträge und korrekte Lexika-Einträge zur Interlinguistik an und erarbeitete eine Leitbibliografie. Ihre Mitglieder hielten zahlreiche Vorträge vor unterschiedlichen Gremien.
Eine spezifische Wirksamkeit erreichten die durch die Fachgruppe einmal im Jahr veranstalteten 2–3-tägigen Interlinguistik-Seminare im Ostseebad Ahrenshoop/Darß (einmal in Zempin/Usedom), die den Charakter von linguistischen Fachkolloquien hatten. Insgesamt fanden von 1979 bis 1988 9 thematische Seminare statt mit insgesamt ca. 300 Teilnehmern, in erster Linie Linguisten, aber auch Pädagogen und einigen Naturwissenschaftlern. Es wurden insgesamt 170 Vorträge geboten.
Teilnehmende Wissenschaftler, erhielten durch Vorträge von Interlinguisten und Esperantologen, sowie durch ausgestellte Fachliteratur einen Einblick in Interlinguistik und Esperantologie und sorgten oft danach für Vorträge zu interlinguistischen Fragen an ihren Hochschulen, die Betreuung von Hochschularbeiten und Publikationen.
Der Sekretär der Fachgruppe war von 1970 bis 1990 Detlev Blanke (1941–2016), der mit einer komparativ-linguistischen Arbeit über die Wortbildung des Deutschen und des Esperanto 1976 bei Viktor Falkenhahn promovierte.
1991 wurde in Berlin die Gesellschaft für Interlinguistik gegründet, die wesentliche Ziele der Fachgruppe Interlinguistik/Esperantologie aufgriff und weiter verwirklicht.

## Persönliches
Viktor Falkenhahn war viermal verheiratet und hatte fünf Kinder.

## Auszeichnungen
- Orden „Polonia Restituta“ (1974)
- Johannes-R.-Becher-Medaille in Gold (Kulturbund)
- Ehrenzeichen des Zentralen Arbeitskreises Esperanto (1981)

## Erinnerungsveranstaltung
Am Vorabend seines 100. Geburtstags, am 10. Februar 2003, veranstaltete die Esperanto-Liga Berlin im Lese- und Galeriecafé „MITTENDRIN“ des Kulturvereins Prenzlauer Berg e.V. in der Bornholmer Straße 18 einen Erinnerungsabend für Viktor Falkenhahn.
Nach einer Einführung des Moderators Fritz Wollenberg, Vorsitzender der Jubiläumskommission der Esperanto-Liga Berlin, zu Persönlichkeit, Leben und Werk Falkenhahns referierten Friedhilde Krause (1928–2014), Slawistin, Bibliothekswissenschaftlerin und Generaldirektorin der Staatsbibliothek zu Berlin 1977–1988, Leonas Stepanauskas, Publizist, und Detlev Blanke, Vorsitzender der Gesellschaft für Interlinguistik, zu ihrer Zusammenarbeit mit Falkenhahn in dem jeweiligen sie betreffenden Bereich.
Friedhilde Krause studierte ab 1947 bei Falkenhahn und arbeitete dann mit ihm an der Hochschule und in Gremien zur Baltistik zusammen. Leonas Stepanauskas wirkte gemeinsam mit Falkenhahn ab 1964 im Baltistenkreis zu Berlin und Detlev Blanke im Esperanto-Verband im Kulturbund und in der Fachgruppe Interlinguistik/Esperantologie.
Blanke resümierte in dieser Veranstaltung, dass Falkenhahn „die wissenschaftliche Beschäftigung“ mit der Weltsprachenidee „in der DDR angeschoben hat.“ „Er hat immer sehr eindringlich und sehr warm gesprochen und hat sehr bald gemerkt, dass er als Sprachwissenschaftler eine Rolle als Motor spielen kann in einer nicht ganz einfachen Zeit…“

## Publikationen (Auswahl)
Die bibliografische Datenbank World Cat listet insgesamt 146 Publikationen in 4 Sprachen von 38 Werken Falkenhahns auf.
- Viktor Falkenhahn: Der Übersetzer der litauischen Bibel Johannes Bretke und seine Helfer. In: Beiträge zur Kultur- und Kirchengeschichte Altpreussens. (= Schriften der Albertus-Universität: Geisteswissenschaftliche Reihe. Band 31). Ost-Europa-Verlag, Königsberg u. a. 1941.
- Viktor Falkenhahn, Walter Zielke, Alice Stern: Lehrbuch der polnischen Sprache = Jezyk polski / Teil: 1, Polnisch, Deutsch, Verlag Volk u. Wissen, Berlin u. a. 1951.
- Viktor Falkenhahn: Die polnische Verbalrektion und ihre Geschichte. Humboldt-Universität, Habil.-Dissertation, Berlin 1957
- Viktor Falkenhahn, Walter Zielke: Grammatik der polnischen Sprache. Volk und Wissen, Berlin 1957.
- Viktor Falkenhahn: Zum Problem des "Homerischen" im "Pan Tadeusz" von Adam Mickiewicz. 1958.
- Viktor Falkenhahn, Walter Zielke, Alice Stern: Lehrbuch der polnischen Sprache = Jezyk polski / Teil 2, Polnisch, Deutsch, Verlag Volk u. Wissen, Berlin u. a. 1960.
- Viktor Falkenhahn: Sprachwissenschaftliche Betrachtungen zur Rolle und Struktur des Esperanto (Lingvosciencaj konsideroj pri la rolo kaj strukturo de Esperanto). In: der esperantist. 4, Nr. 18/19, Deutscher Kulturbund, Berlin 1968, S. 3–11, 17–18. (zweisprachig)
- Viktor Falkenhahn: Zur Frage einer Welthilfssprache. Ein Vergleich der Lerneinheiten im Deutschen und im Esperanto. In: der esperantist.  9, Nr. 59/60, Deutscher Kulturbund, Berlin 1973, S. 10–18.
- Bronislava Kerbelyte (Hrsg.): Litauische Volksmärchen. Übersetzt von Viktor Falkenhahn. 2., korr. Auflage. Akademie-Verlag, Berlin 1982.
- Viktor Falkenhahn: Einleitungswort zur zweiten Auflage – W. Storost-Vydūnas: Sieben Hundert Jahre deutsch-litauischer Beziehungen. Erinnerungen und Ansichten eines Deutschen. In: Wilhelm Storost-Vydunas: Sieben Hundert Jahre deutsch-litauischer Beziehungen. Kulturhistorische Darlegungen. Chikago 1982, S. 479–486. (erweiterter Nachdruck der Ausgabe Tilsit 1932)